# Laguidibá

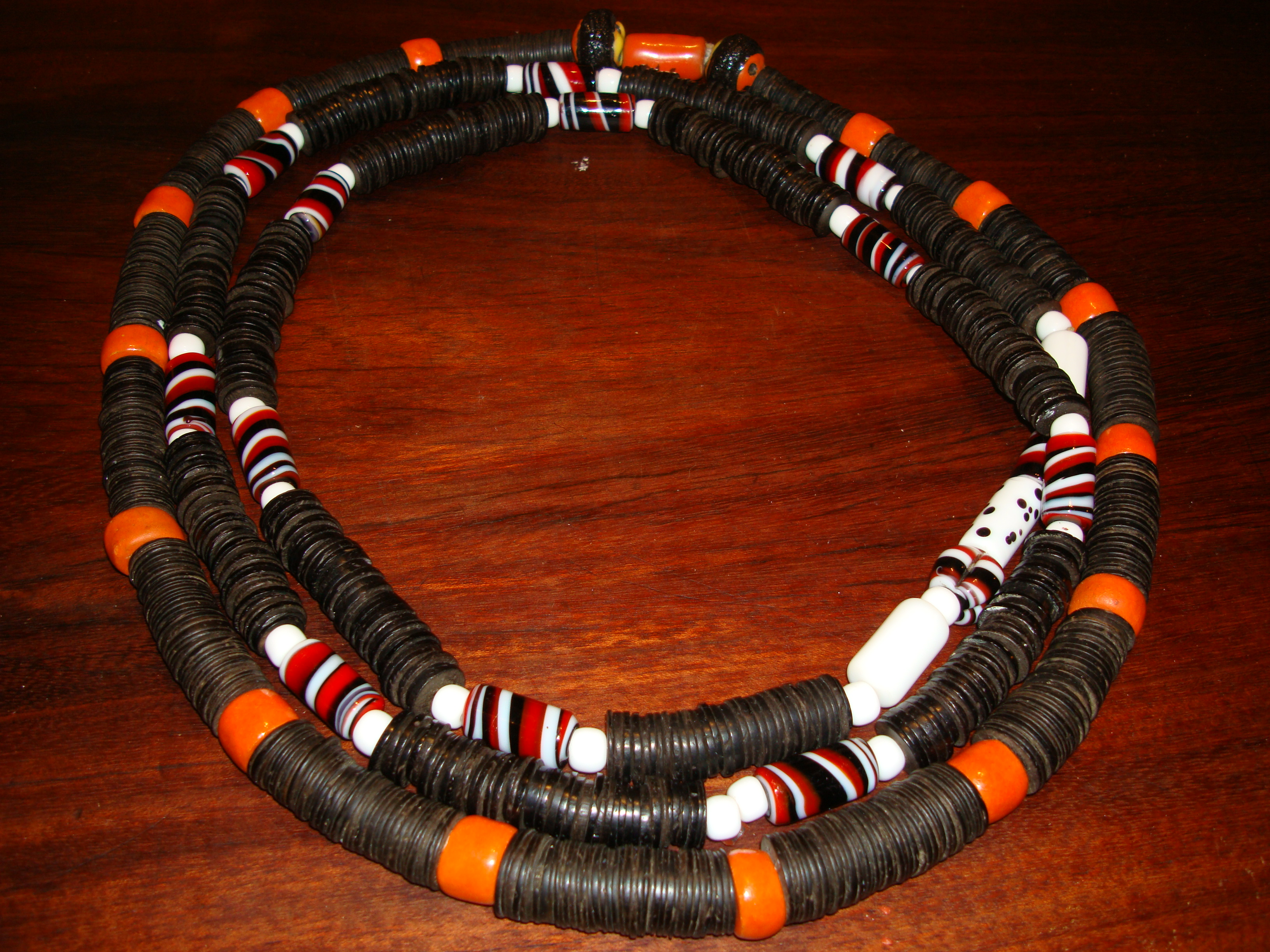
Lagdibá

Lagdibá (em iorubá: lágídígba) ou contas-de-Omulu é um fio-de-contas usado por Babalaôs, Bokonon e outros sacerdotes africanos, no Brasil é usado por Babalorixás, Ialorixás, Ogãs, equedes, e pessoas de outros posto de graduação do Candomblé de todas as nações, jamais poderá ser usado por pessoas que não tenham cargo ou posto.
O laguidibá é feito de chifre de búfalo cortado em rodelinhas formando pequenos discos, normalmente é de cor preta, usados tradicionalmente pelos iniciados de Omolu/Obaluaiê e Sapatá, porém em algumas casas os filhos de Nanã, Oxumarê, Ieuá e Iroco também usam por pertencerem a família ji.